# Chung Su-bin
Đây là một tên người Triều Tiên, họ là Chung.
Chung Su-bin (tiếng Hàn: 정수빈; sinh 17 tháng 8 năm 1998), hoặc Jung Soo-bin là một nữ diễn viên người Hàn Quốc. Cô được biết đến với vai diễn trong Revenge of Others (2022), Trolley (2022–2023) và Cạnh Tranh Thân Thiện (2025).

## Sự nghiệp
Chung Su-bin tốt nghiệp tại trường Đại học Nghệ thuật Quốc gia Hàn Quốc.. Cô ra mắt lần đầu năm 2020 với bộ phim Live On.
Từ năm 2022 đến 2024, Chung Su-bin xuất hiện trong nhiều vai phụ trong các bộ phim truyền hình, đáng chú ý có Rookie Cops, Tòa án vị thành niên, Revenge of Others và Chief Detective 1958. Vai chính đầu tiên của Chung là Kim Soo-bin, một cô gái bí ẩn mang thai ngoài ý muốn trong bộ phim truyền hình Trolley của SBS năm 2022. Ban đầu vai diễn này được giao cho nữ diễn viên Kim Sae-ron, nhưng cô đã rút khỏi bộ phim do vướng vào vụ việc lái xe khi say rượu, và Chung được chọn để thay thế. Từ đó, cô đã gây chú ý và nhận nhiều lời khen nhờ khả năng diễn xuất ấn tượng. Với vai diễn trong Trolley, cô đã giành giải Nữ diễn viên mới xuất sắc nhất tại giải thưởng phim truyền hình SBS năm 2023.
Vai diễn điện ảnh đầu tiên của Chung Su-bin là trong bộ phim A Lonely Island in the Distant Sea năm 2021. Lần xuất hiện thứ hai trên màn ảnh rộng của Chung Su-bin là trong bộ phim It's Okay! (2023), được công chiếu tại Liên hoan phim quốc tế Busan lần thứ 28 và Liên hoan phim quốc tế Berlin lần thứ 74. Bộ phim sau đó đã ra rạp tại Hàn Quốc vào ngày 26 tháng 2 năm 2025.
Năm 2025, Chung Su-bin được chọn vào vai chính trong Cạnh Tranh Thân Thiện, đóng cùng Lee Hye-ri, Kang Hye-won và Oh Woo-ri. Cô nhận được nhiều sự chú ý và đánh giá tích cực khi hóa thân vào nhân vật Woo Seul-gi, một học sinh chuyển trường, và sự kết hợp ăn ý giữa cô với Lee đã nhận được nhiều lời khen.

## Phim

### Phim truyền hình
- Live On (2020) trong vai Lee Sun-joo[5]
- Dark Hole (2021) trong vai học sinh nữ[21]
- Tòa án vị thành niên (2022) trong vai Baek Mi-joo[22][3]
- Rookie Cops (2022) trong vai Baek Sun-yu[23][3]
- Revenge of Others (2022) trong vai Tae So-yeon[24][3]
- Island (2022–2023) trong vai Lee Su-ryun[25][3]
- Trolley (2022–2023) trong vai Kim Soo-bin[26][3]
- Chief Detective 1958 (2024) trong vai Bong Nan-sil[27][1]
- Cạnh Tranh Thân Thiện (2025) trong vai Woo Seul-gi[28][1]

### Phim điện ảnh
- A Lonely Island in the Distant Sea (2021)[14]
- It's Okay! (2023) trong vai Na-ri[29]

## Giải thưởng và đề cử
| Lễ trao giải                     | Năm  | Hạng mục                       | Đề cử/Tác phẩm | Kết quả   | Tham khảo    |
| -------------------------------- | ---- | ------------------------------ | -------------- | --------- | ------------ |
| Giải thưởng phim truyền hình SBS | 2023 | Nữ diễn viên mới xuất sắc nhất | Trolley        | Đoạt giải | [ 30 ] [ 1 ] |